# Урбанистичен упадък
Урбанистичният упадък е процес, при който град или част от него биват занемарени. Характерен е почти изцяло за развитите страни в Западна Европа, както и за САЩ.
Характеризира се с висока престъпност и безработица, запуснати сгради, често обрисувани с графити. В райони с урбанистичен упадък има значително по-висок дял наркомани и клошари. Нерядко намалява населението,
Типични примери в Ню Йорк са частично занемарените район „Бронкс“ и квартал „Харлем“, където пикът на урбанистичния упадък е през 1970-те и 1980-те години.